# Коптерекский сельский округ
Коптере́кский се́льский окру́г (каз. Көптерек ауылдық округі) — административная единица в составе Байзакского района Жамбылской области Казахстана.
Административный центр — село Кенес.

## История
В 1989 году существовал как Коптерекский сельсовет в составе с одним населённым пунктом — село Кенес.
В периоде 1991—1998 годов сельсовет был преобразован в сельский округ в соответствии с реформами административно-территориального устройства Республики Казахстан.

## Население
| Численность населения | Численность населения | Численность населения |
| 1989                  | 1999                  | 2009                  |
| --------------------- | --------------------- | --------------------- |
| 2414                  | ↘2213                 | ↗2276                 |

## Состав
| № | Населённый пункт | Тип населённого пункта       | Население, 1989 | Население, 1999 | Население, 2009 |
| - | ---------------- | ---------------------------- | --------------- | --------------- | --------------- |
| 1 | Кенес            | село, административный центр | 2 414           | ↘2 213          | ↗2 276          |